# Packet Injection
Packet Injection é uma técnica, variante do Traffic Shaping, utilizada por provedores de Internet para limitar ou alterar o funcionamento de determinadas aplicações. Esta técnica atua sobre o protocolo TCP, injetando pacotes falsos na comunicação.
Enquanto o Traffic Shaping causa um atraso no envio dos pacotes, o Packet Injection consiste na inserção de pacotes de controle durante a conexão, pode-se considerar interferência.
O protocolo de rede TCP possui uma série de mecanismos de controle, entre eles está a detecção de erros (checksum), confirmação de mensagens (ACK) e recusa/finalização de conexão (RST). A técnica consiste no envio de um pacote RST para ambos os participantes da conexão, seguido do descarte dos pacotes de confirmação (ACK) da conexão TCP.
Também pode ser considerado Packet Injection, o descarte dos pacotes, o que causa a retransmissão dos mesmos, tornando a conexão TCP mais lenta.
A Comcast, uma das maiores empresas no setor de Internet nos Estados Unidos, foi condenada a pagar uma indenização a usuários que conseguiram provar o uso de packet injection.

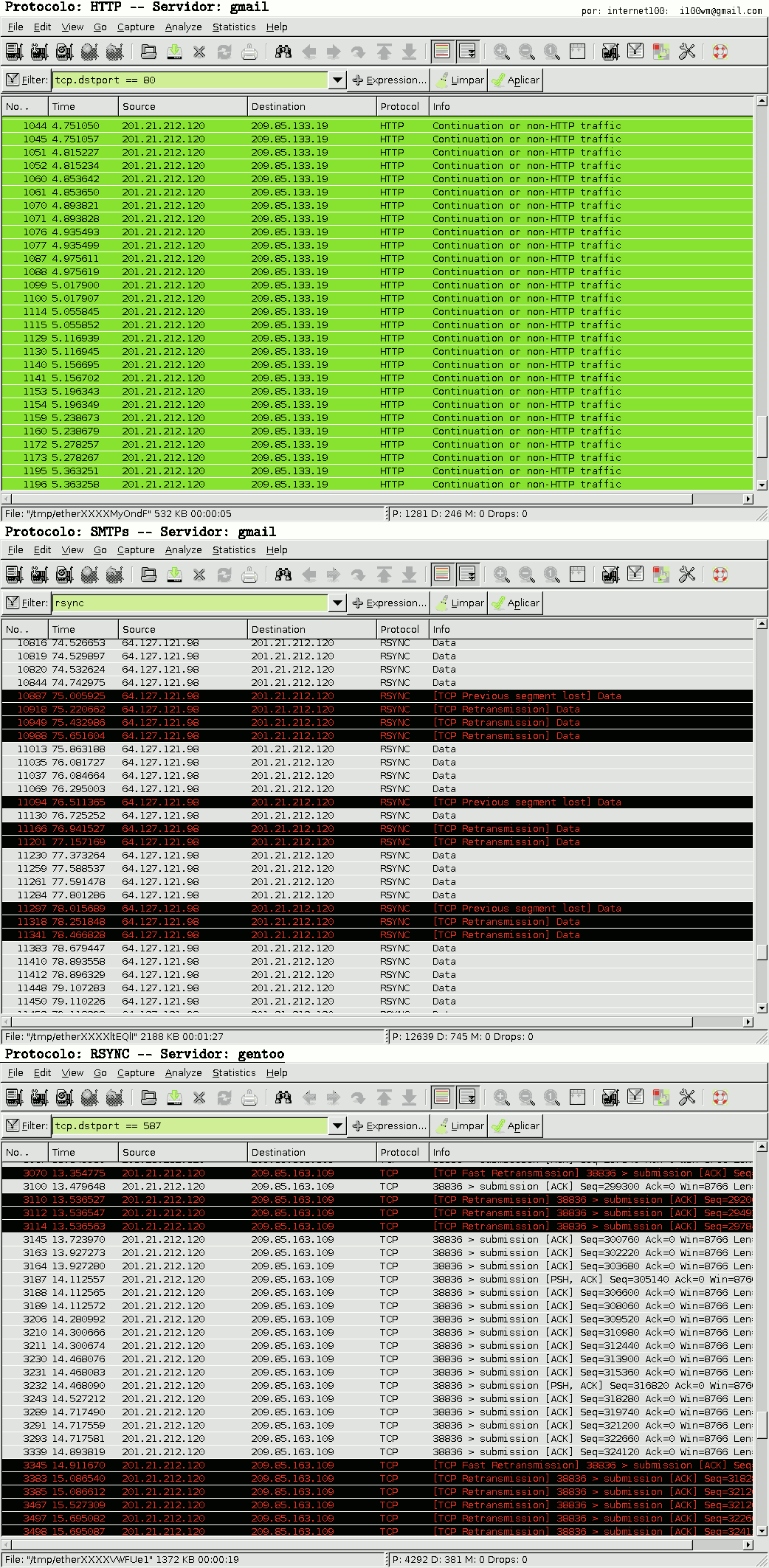
Teste realizado com um sniffer, no Virtua